# Occhi nel buio (romanzo Margaret Millar)
Occhi nel buio (titolo originale Wall of Eyes) è un romanzo giallo della scrittrice canadese Margaret Millar, pubblicato nel 1943. Si tratta del primo libro di due dedicati all'Ispettore Sands.

## Storia editoriale
Il libro è stato tradotto in olandese, spagnolo, francese, giapponese, tedesco; in italiano ha avuto tre edizioni.

## Trama
Da quando è morta la madre Isabel, la famiglia Heath vive oppressa dalla figlia minore Kelsey che, rimasta cieca in un incidente d'auto, ha ereditato tutti i beni e mantiene padre, sorella, fratello e fidanzato. Kelsey soffre terribilmente per la disgrazia che l'ha colpita e nella quale è anche morta Geraldine, la ragazza del fratello Johnny. Per tutte queste ragioni, la sorella Alice si rivolge a uno psichiatra, il dottor Loring, invitato in casa come amico: l'incontro però non avverrà mai perché Kelsey si avvelena con la morfina. Salvata dal medico, durante la notte è trovata pugnalata e si pensa a un tentativo di furto.
Le indagini condotte dall'ispettore Sands si indirizzano verso il mondo dei locali notturni dal quale veniva Geraldine. Un collega di lavoro, Stevie Jordan, conviveva con lei e non aveva mai smesso di sospettare di Johnny Heath, serbandogli rancore. Ora, un'altra cantante del locale "da Joey", Marcie Moore è a sua volta invitata da Johnny proprio quando Stevie si stava interessando a lei. Perciò il rancoroso Jordan si fa trovare e riconoscere davanti alla casa degli Heath circa all'ora in cui Kelsey viene assassinata. Jordan ha visto fuggire dalla casa un certo Murillo, un piccolo delinquente, e Sands fa il possibile per trovarlo.
Sands, in seguito alle affermazioni di Jordan, riprende a indagare sull'incidente fatale a Geraldine: la ragazza è stata mortalmente ferita dai vetri rotti dell'auto, ma in un luogo dove non c'erano vetri caduti: tuttavia non è facile accusare Johnny e il quarto occupante dell'auto, Philip James, è il fidanzato di Kelsey, mantenuto agli studi di pianoforte dagli Heath e, in apparenza, senza moventi per uccidere. Dopo il colloquio con Sands, mentre è al telefono con lui, Jordan è gravemente ferito da un colpo di pistola e finisce all'ospedale, privo di coscienza. Sands individua l'autrice del tentato omicidio: la cantante Mamie Rosen, convivente dell'inafferrabile Tony Murillo, ha colpito nella speranza di salvare il suo uomo, ma vista l'inutilità della sua azione, Mamie si toglie la vita.
La verità appare al rigoroso Sands, il quale tende un tranello a Philip James, indirizzandolo a una casa sorvegliata da poliziotti. Giunto lì, il pianista si accorge della trappola e, nel tentativo di fuggire, è atterrato da una pallottola. Dovendo spiegare l'accaduto ad Alice, Sands dichiara che James e Murillo sono la stessa persona. Una prima volta lui ha ucciso (Geraldine) perché riconosciuto dalla ragazza: aveva provveduto a strappare il volante a Kelsey e causato l'incidente. Dopo due anni anche Kelsey doveva morire perché, a furia di arrovellarsi, aveva finalmente capito la reale dinamica dell'incidente. Ma il motivo più pressante della sua violenza era la prigione che gli pareva di vivere presso Kelsey e gli Heate. In seguito alle rivelazioni, Alice comprende di aver perso tutto: la sorella, ma soprattutto una giovinezza in una posizione molto simile alla schiavitù.

## Edizioni in italiano
- Margaret Millar, Occhi nel buio, traduzione dall'americano di Gabriella Mattea, collana Biblioteca economica Mondadori n. 54, Milano, 1956
- Margaret Millar, Occhi nel buio, traduzione di Gabriella Mattea, collana I Classici del Giallo Mondadori n. 315, Milano, 1979
- Margaret Millar, Occhi nel buio, traduzione di Gabriella Mattea, I Classici del Giallo Mondadori n. 1389, Milano, 2016